# Little Shocks
Little Shocks è una canzone del gruppo inglese indie Kaiser Chiefs, primo singolo estratto dall'album The Future Is Medieval, pubblicato nel 2011. La canzone è stata scritta da Nick Hodgson, Ricky Wilson, Simon Rix, Nick Baines e Andrew White.

## Video musicale
Il video musicale del brano, della durata di 3 minuti e 52 secondi, è diretto da Jamie Roberts ed è stato distribuito su YouTube il 28 giugno 2011. Nella clip la band si esibisce in un grande spazio vuoto, colpita da luci intermittenti. Dietro la band compare una bobina di Tesla.

## Tracce
1. Little Shocks (Promo CD Single)  - 3:37
2. Little Shocks (Album Version)  - 3:42